# 伊藤剛 (政治学者)
伊藤 剛（いとう つよし、1966年4月 - ）は、日本の政治学者、明治大学政治経済学部教授。専門は国際政治学、特に国際政治理論、アジア・太平洋地域の国際関係。

## 略歴・人物
1966年高知県生まれ。中央大学法学部政治学科卒業。1992年3月上智大学大学院外国語学研究科国際関係論専攻博士前期課程修了、国際関係学修士。
1998年3月上智大学大学院外国語学研究科国際関係論専攻博士後期課程単位取得退学。1997年11月米国デンバー大学大学院国際関係学研究科博士課程修了、国際関係学博士号を取得。明治大学政治経済学部専任講師、助教授を経て現在は、明治大学政治経済学部教授、日本国際フォーラム理事。

## 著書

### 単著
- Alliance in Anxiety: Detente and the Sino-American-Japanese Triangle, (Routledge, 2002).

『同盟の認識と現実――デタント期の日米中トライアングル』（有信堂高文社、2002年）

### 共編著
- （櫻田大造）『比較外交政策――イラク戦争への対応外交』（明石書店、2004年）

### 訳書
- アルフレード・ヴァラダン『自由の帝国――アメリカン・システムの世紀』（NTT出版、2000年）

## 論文
- 「21世紀日本の戦略」（年報戦略研究5<日本流の戦争方法>、戦略研究学会編、芙蓉書房出版、2007年11月）